# Ratswaage Lankwitz
Die Ratswaage Lankwitz liegt im Berliner Ortsteil Lankwitz des Bezirks Steglitz-Zehlendorf an der Ecke  Charlotten-/Elisabethstraße. Sie wurde 1917 als Gemeindewaage der damaligen Gemeinde Lankwitz errichtet und dient heute als öffentlicher Frauentreffpunkt.
Der Frauentreffpunkt ist eine Einrichtung des Bezirksamts Steglitz-Zehlendorf und untersteht der dortigen Frauenbeauftragten.
Mit ca. 27 Quadratmetern ist die Ratswaage die kleinste Liegenschaft Berlins.

## Geschichte

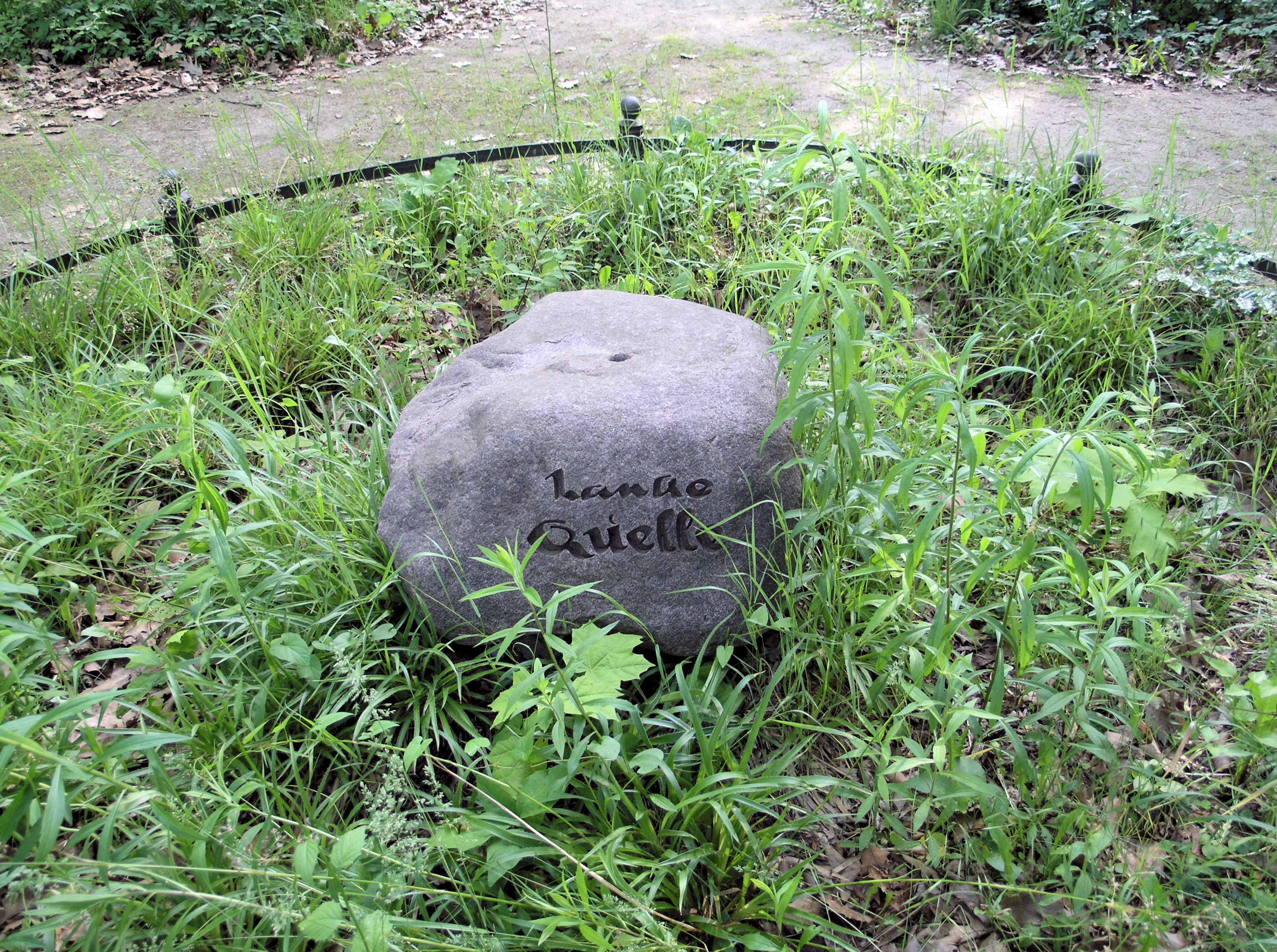
Neben der Ratswaage Lankwitz: Findling an der Quelle der Lanke

Die vorherige Gemeindewaage von Lankwitz war an der Dorfaue in Alt-Lankwitz angesiedelt, genügte jedoch zu Beginn des 20. Jahrhunderts nicht mehr den steigenden Ansprüchen der wachsenden Gemeinde Lankwitz. Daher wurde die Ratswaage Lankwitz in unmittelbarer Nachbarschaft zum damaligen Güterbahnhof Lichterfelde-Ost erbaut, um Händlern und Bauern eine „Fuhrwerks-Waage“, so die Bezeichnung in der amtlichen Bauzeichnung von 1917, für das Wiegen ihrer Waren bereitzustellen. Es wurden Pferdewagen und später Lastkraftwagen verwogen. Sie wurde vor allem von Kohlenhändlern genutzt, diente zugleich den Bauern und Markthändlern. Später nutzte auch die Polizei die Ratswaage für die Gewichtskontrolle von Fahrzeugen.
Bei der Waage handelte es sich um eine Brückenwaage. Die fünf Meter lange Wiegebrücke ist mit Holzbohlen bedeckt und noch heute erhalten. Es konnte ein Maximalgewicht von elf Tonnen verwogen werden. Der Wiegeraum befindet sich im Keller unterhalb der Wiegebrücke. Die Wiegeeinrichtung ist als technisches Denkmal erhalten.
Das Gebäude wurde nach den Plänen von Gemeindebaurat Fritz Freymüller 1917 im Stil eines Gartenpavillons errichtet. Das ursprüngliche Dach war eine mit blauem Schiefer gedeckte Kuppel. In der Lankwitzer Bombennacht vom 23. zum 24. August 1943 wurde die Ratswaage beschädigt. 1951 wurde sie mit flachem, spitzem Dach verändert wiederhergestellt.
Die Ratswaage wurde überwiegend von Frauen geführt, die sie zugleich bewohnten. Von 1918 bis 1927 führte eine Kriegswitwe die öffentliche Gemeindewaage. 1927 übernahm Frau Arndt die Stelle als vereidigte Wägnerin und ging als „Die Wägnerin von Lankwitz“ in die Lokalgeschichte ein. Sie betrieb die Ratswaage und bewohnte sie zusammen mit ihrem Mann bis in die 1940er Jahre. Die Tätigkeit als Wägner war lediglich ein Nebenerwerb, da die Einnahmen an die Gemeindeverwaltung abgeführt wurden. So wurden zum Beispiel im Jahr 1939 rund 4000 Mark (kaufkraftbereinigt in heutiger Währung: rund 21.000 Euro) eingenommen und abgeführt.
Im Jahr 1968 wurde die Gemeindewaage stillgelegt, da die Länge der Wiegebrücke zwischenzeitlich häufig nicht mehr ausreichend war und die meisten Unternehmen inzwischen über eigene Waagen verfügten. Die Ratswaage wurde zum Aufenthaltsraum einer benachbarten Getränkeunternehmung, bis sie nach einer Renovierung und dem Umbau der Innenräume am 15. April 1993 als Frauentreffpunkt des damaligen Bezirksamtes Steglitz eröffnet wurde.
Das Baudenkmal befindet sich unmittelbar neben der Quelle der Lanke, die seit der 750-Jahr-Feier von Lankwitz im Jahr 1989 mit einem vom Bildhauer Franz Merk gestifteten Findling mit der Inschrift Lanke Quelle markiert ist.

## Frauentreffpunkt
Der Frauentreffpunkt Ratswaage dient der Förderung und Unterstützung von Frauen im Bezirk Steglitz-Zehlendorf. Es werden Themenabende, Workshops, Gruppen (einschließlich Selbsthilfegruppen) und Veranstaltungen angeboten. Künstlerinnen können im Frauentreffpunkt ihre Bilder ausstellen.
Bis heute ist die Ratswaage Lankwitz der einzige Frauentreffpunkt im Bezirk Steglitz-Zehlendorf. Sie ist der Frauenbeauftragten Hildegard Josten unterstellt, die halbjährlich ein Frauenprogramm als Veranstaltungskalender herausgibt.